# シュレック4-Dアドベンチャー
- ユニバーサル・パークス&リゾーツ > ユニバーサル・スタジオ・ジャパン > ユニバーサル・スタジオ・ジャパンのアトラクション > シュレック4-Dアドベンチャー
- シュレックシリーズ > シュレック4-Dアドベンチャー

シュレック 4-D アドベンチャー（原題: Shrek’s 4-D Adventure）は、映画『シュレック』の物語のその後を描いたシアター型アトラクションで、世界各地のユニバーサル・パークス&リゾーツに設置されている。
この作品は、DVDリリース時に『シュレック 3-D（原題: Shrek 3-D）』、Netflixやその他のストリーミングプラットフォームでは『幽霊になったファークアード卿（原題: The Ghost of Lord Farquaad）』としても知られている。
現在、このアトラクションはユニバーサル・スタジオ・ジャパンとユニバーサル・スタジオ・シンガポールで上映されている。かつてユニバーサル・スタジオ・フロリダやユニバーサル・スタジオ・ハリウッドでも上映されていたほか、ユニバーサル・パークス&リゾーツ以外ではドイツのムービー・パーク・ジャーマニーやワーナーブラザーズ・ムービーワールドでも上映されたことがある。

## 存在するパーク

### ユニバーサル・スタジオ・ジャパン
ハリウッド・エリアの「シネマ4-Dシアター」において、2003年6月20日にオープンした。前身となるアトラクションは、2002年11月4日にクローズした「ユニバーサル・スタジオ・モーション・ピクチャーマジック」である。オープンに際し、座席を一新し、特殊効果の装置を増設している。
- 協賛: 株式会社エディオン
- 定員: 324名（車イス、電動車イススペース4台）
- 所要時間: 約20分
- チャイルドスイッチ: 利用可能

### ユニバーサル・スタジオ・シンガポール
『シュレック』をテーマにしたエリア「遠い遠い国」に、2010年3月18日にオープンした。

## 過去に存在したパーク

### ユニバーサル・スタジオ・ハリウッド
アッパー・ロットに2003年5月23日にオープンした。前身のアトラクションは、2001年にクローズした「ラグラッツ・マジック・アドベンチャー 3-D」である。総工費は3,500万ドル。2017年8月13日にクローズし、その後、2018年6月15日に後継アトラクション「カンフー・パンダ: エンペラーズ・クエスト」がオープンした。

### ユニバーサル・スタジオ・フロリダ（ユニバーサル・オーランド・リゾート）
プロダクション・セントラルに2003年6月12日にオープンした。前身のアトラクションは、同年1月3日にクローズした「アルフレッド・ヒッチコック : ザ・アート・オブ・メイキング・ムービーズ」である。総工費は3,500万ドル。2022年1月10日にクローズした。

## パーク外での上映

### ムーヴィー・パーク・ゲルマニー
ハリウッド・ストリート・セットに2008年5月27日にオープンした。前身のアトラクションは、2007年にクローズした「スポンジ・ボブ・スクエア・パンツ 4-D」である。総工費は2,000万ドル。2011年7月4日にクローズし、その後、2012年3月31日に『アイス・エイジ3/ティラノのおとしもの』をテーマにした「アイス・エイジ: ドーン・オブ・ザ・ダイナソーズ - 4-D エクスペリエンス」が後継アトラクションとしてオープンした。

### ワーナーブラザーズ・ムービーワールド
ロキシー・シアターに2005年9月17日にオープンした。前身のアトラクションは、2005年8月2日にクローズした「マーヴィン・ザ・マーティアン・イン・ザ・サード・ディメンション」である。2010年8月29日にクローズし、その後、「ジャーニー・トゥ・ザ・センター・オブ・ジ・アース 4-D アドベンチャー」が後継アトラクションとしてオープンした。

## ストーリー

### プレショー
ゲストは、ダンジョンを模したホールへと案内される。ホール内には魔法の鏡や、捕らえられた三匹の子豚、そしてピノキオがいる。彼らはゲストに、映画『シュレック』の出来事を説明する。しかしその途中で、ドラゴンに食べられたはずのファークアード卿が幽霊となって姿を現す。実は三匹の子豚やピノキオを捕らえたのはファークアード卿であり、シュレックとフィオナ姫の居場所を聞き出そうとしていた。ゲストもまたシュレックたちの情報を渡すよう求められ、ホールへの入場を促される。

### メインショー
結ばれたシュレックとフィオナ姫は、ドンキーとともにタマネギ型の馬車で旅をしていたが、森の中で道に迷ってしまう。そこにファークアード卿の手下であるセロニアスが現れ、フィオナ姫をさらう。シュレックとドンキーは急いで馬車で追跡するが、途中で馬車の魔法が解け、墓地で迷子になってしまう。墓地でフィオナ姫を探す中、幽霊となったファークアード卿が石像のドラゴンを蘇らせ、襲いかかる。だが、ドンキーの味方であるドラゴンが2人を救出。石像のドラゴンはシュレックたちを追いかけるものの、洞窟内で翼が削れ、谷底へ落ちてしまう。
一方、ファークアード卿はフィオナ姫を筏に乗せ、谷底に落とそうとする。しかしフィオナ姫は拘束を破り、セロニアスに攻撃を加え、彼を股間蹴りで谷底に突き落とす。その後、シュレックとドンキー、そしてドラゴンが救出に駆けつけるが、全員が谷底へ落ちてしまうかのように見える。だが、途中で滝の枝につかまっていたセロニアスがシュレックたちを助けようとする。ところが体重がかかりすぎたため枝が折れ、全員が落下。しかし最後の瞬間、ドラゴンが間一髪で救出に成功する。そしてファークアード卿はドラゴンが吐いた炎で再び滅び去る。
物語の最後、シュレックとフィオナは自分たちの家に戻り、ドンキーとドラゴンに別れを告げる。2人は再び口づけを交わし、仲間たちと祝杯を挙げ、物語は幕を閉じる。

## キャスト
| 役名                       | 声優                   | 声優             |
| 役名                       | 原語版                 | 日本語吹き替え版 |
| -------------------------- | ---------------------- | ---------------- |
| シュレック                 | マイク・マイヤーズ     | 西凛太朗         |
| ドンキー                   | エディ・マーフィ       | 山寺宏一         |
| フィオナ姫                 | キャメロン・ディアス   | 藤原紀香         |
| ファークアード卿           | ジョン・リスゴー       | 伊武雅刀         |
| クッキーマン               | コンラッド・ヴァーノン | 結城比呂         |
| ピノキオ                   | コディ・キャメロン     | 飛田展男         |
| 三匹の子豚                 | コディ・キャメロン     | 龍田直樹         |
| 三匹の子豚                 | コディ・キャメロン     | 山崎たくみ       |
| 三匹の子豚                 | コディ・キャメロン     | 稲葉実           |
| スリー・ブラインド・マイス | クリストファー・ナイツ | 高木渉           |
| セロニアス                 | クリストファー・ナイツ | 小林通孝         |

## 歴史

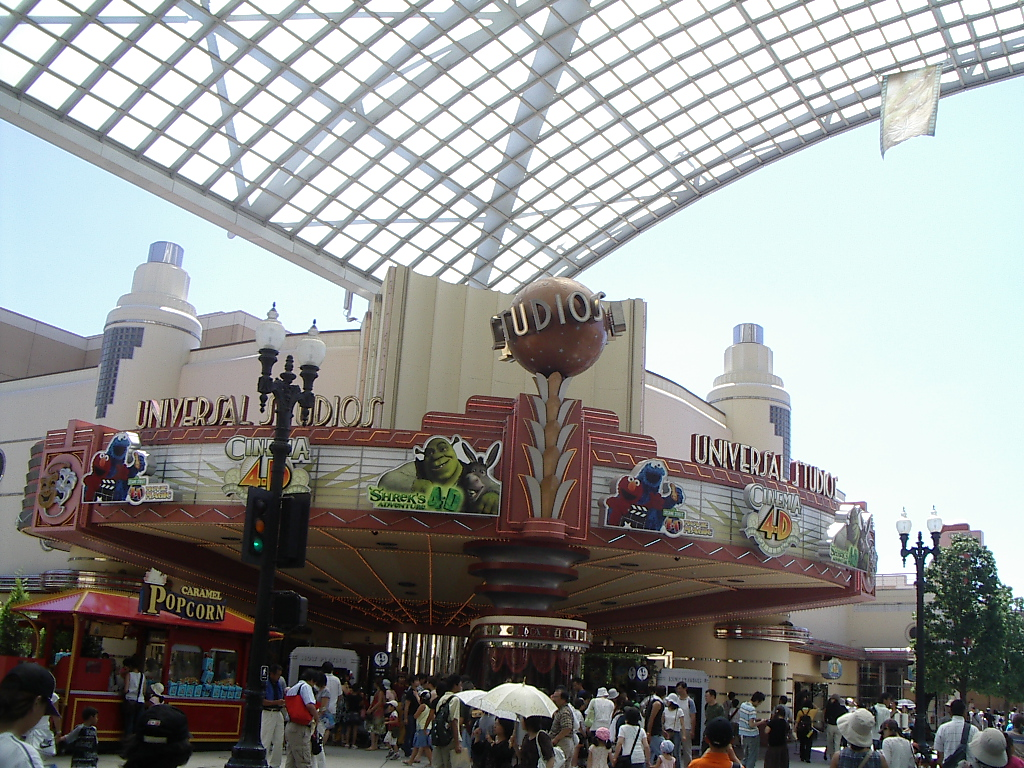
ユニバーサルスタジオジャパンのアトラクションエントランス

### 遊園地の統合
ユニバーサル・パークス&リゾーツは、4つのパークに本アトラクションを導入し、さらに5つ目のパークに統合する計画を立てていた。最初に本アトラクションを導入したのは、2003年5月23日にオープンしたユニバーサル・スタジオ・ハリウッドだった。その後、6月にユニバーサル・スタジオ・フロリダとユニバーサル・スタジオ・ジャパンが続き、2010年にはユニバーサル・スタジオ・シンガポールの「遠い遠い国」エリアにも導入された。
ユニバーサル・パークス&リゾーツ以外では、2008年5月27日にムーヴィー・パーク・ゲルマニーでドイツ語版が上映を開始し、ワーナーブラザーズ・ムービーワールドでは2005年9月17日から上映が行われた。

### アトラクションのクローズ
最初にクローズを発表したのはワーナーブラザーズ・ムービーワールドで、2010年8月に詳細が発表され、同月29日にクローズした。後継アトラクションとして「ジャーニー・トゥ・ザ・センター・オブ・ジ・アース 4-D アドベンチャー」がオープンしている。
ムーヴィー・パーク・ゲルマニーでは2011年7月4日にクローズし、2012年3月31日には『アイス・エイジ3/ティラノのおとしもの』をテーマにした「アイス・エイジ: ドーン・オブ・ザ・ダイナソーズ - 4-D エクスペリエンス」が後継としてオープンした。
ユニバーサル・スタジオ・ハリウッドでは2017年8月13日にクローズし、2018年6月15日に後継アトラクション「カンフー・パンダ: エンペラーズ・クエスト」がオープンした。

### その他の使用例
ユニバーサル・スタジオ・ハリウッドでは、本アトラクションの待ち列が「ハロウィーン・ホラー・ナイト」の一部として長年使用されてきた。2007年、2008年、2010年には『エルム街の悪夢』をテーマにしたアトラクションとして使用され、2009年には「マイ・ブラッディ・ヴァレンタイン: ビーマイン・フォーエヴァー」が展開された。最後に使用されたのは『ラ・ヨローナ〜泣く女〜』をテーマにしたアトラクションだった。

### その他のリリース
本アトラクションは、『シュレック3-D』としてDVDリリースされ、3D版と2D版の両方が収録されている。このリリースには2色の3Dメガネが付属していた。また、2007年5月13日には3D効果を削除した『Shrek's Never Before Seen Adventure』としてニコロデオンで放送された。2011年10月には『幽霊になったファークアード卿』（原題: The Ghost of Lord Farquaad）というタイトルでNetflixにて公開され、ドリームワークスの「スプーキー・ストーリーズ」の一部として配信された。
さらに本作はダークホースコミックスから出版された『シュレック』のコミックミニシリーズの一部として特集された。また、2011年から2012年にかけて『カンフー・パンダ2』、『長ぐつをはいたネコ』、『マダガスカル3』といった3Dファミリー映画の前に短編映画として再リリースされた。2012年8月28日には『Shrek's Thrilling Tales』の一環としても公開されている。

### スピンオフ・アトラクション
本アトラクションに加え、いくつかのスピンオフ・アトラクションが運営されている。

#### ユニバーサル・スタジオ・フロリダ
「Donkey's Photo Finish」は、2003年に本アトラクションと並行してオープンしたミート＆グリート形式のアトラクションで、ステージ54の跡地に設置された。同様のアトラクションは「Meet Shrek and Donkey」の名称でユニバーサル・スタジオ・ハリウッドにも存在する。

#### ユニバーサル・スタジオ・シンガポール
『シュレック』をテーマにしたエリア「遠い遠い国」内に、本アトラクションと並ぶスピンオフアトラクションが複数存在する。その中には、「Donkey Live」、「Enchanted Airways」、「Puss in Boots' Giant Journey」、そして「Magic Potion Spin」などが含まれる。

#### ワーナーブラザーズ・ムービーワールド
「Shrek Live」という短期間のライブショーがショーステージで上映されていた。